# Темпранильо
Темпранильо (исп. Tempranillo, произносится «темпранийо») — сорт чёрного винограда среднего периода созревания, который преобладает в испанских красных винах. Даёт полнотелые (плотные) вина с фруктовым ароматом и сравнительно высокими танинами. 
По площади занимаемых в Испании виноградников темпранильо конкурирует только с белым виноградом айрен. В Португалии называется Тинта Рориш (порт. Tinta Roriz) и в числе других пяти сортов чёрного винограда используется для производства портвейна.
По состоянию на 2010 год темпранильо — четвёртый по распространённости сорт винограда в мире, занимающий 232 561 га виноградников, из которых 87 % приходятся на Испанию.

## История и распространение
Название сорта представляет собой уменьшительное от слова temprano («ранний»), так как этот виноград зацветает и созревает недели на две раньше других испанских сортов чёрного винограда. Долгое время темпранильо считался родственным бургундскому сорту пино-нуар. Лишь в 2012 году генетики установили, что это представление неверно, так как темпранильо возник в результате скрещивания пиренейских лоз бенедикто и альбильо.
Сорт весьма старый. Темпранильо упоминается как лучшая лоза кастильской короны в местном переложении истории подвигов Александра, которое датируется XIII веком. В Риохе считается наиболее благородной лозой и занимает три четверти всей площади виноградников. В Португалии возделывается как минимум с XVIII века.
Заметный рост интереса к этому сорту за пределами Пиренеев наметился в 1990-е годы. До этого виноградари Нового Света не учитывали, что данный сорт плохо подходит для выращивания в жарком равнинном климате с тёплыми ночами. Теперь, когда доступны уточнённые данные по технологии выращивания, темпранильо культивируется не только в Европе, но и в Северной Америке, Аргентине, Австралии, чему способствует высокая адаптивность темпранильо к разным почвам и климату.

## Ботаническое описание

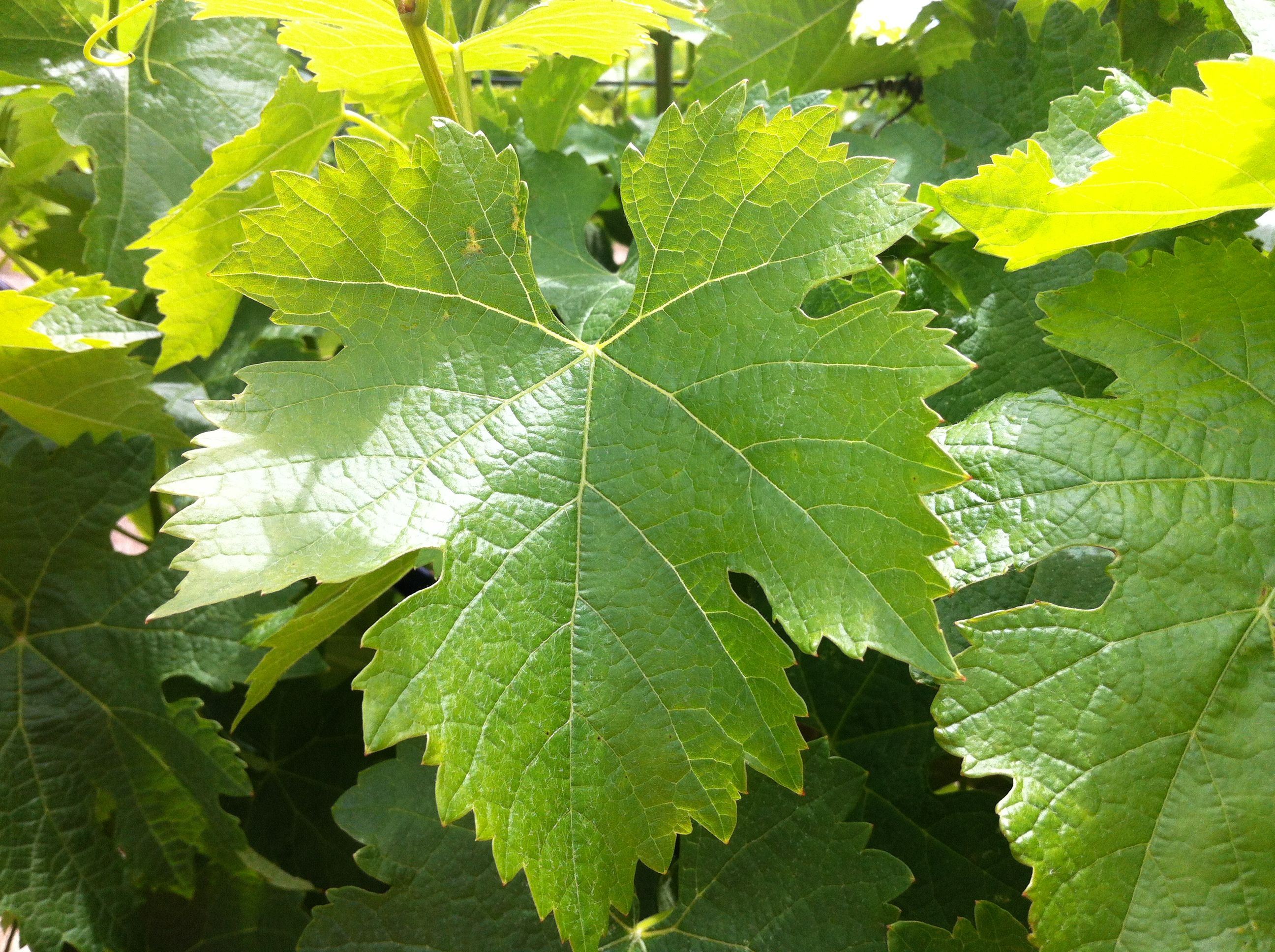
Лист темпранильо

Коронка молодого побега открытая, с малиновым краем и паутинным опушением (средней плотности или густым). Молодые листья желтоватые с бронзовым оттенком, нижняя поверхность со смешанным опушением, средней плотности или густым. Цветки обоеполые.
Зрелые листья крупные, пятиугольные, пятилопастные с хорошо развитой центральной лопастью. Поверхность листа средне-зелёная, морщинистая; нижняя поверхность со смешанным опушением средней густоты. Зубцы большие; черешковая и боковые выемки закрытые, U-образные.
Грозди компактные, цилиндроконические, узкие и длинные. Ягоды сине-чёрного цвета с матовым налётом, с кожицей средней толщины и плотноватой мякотью.

## Сельскохозяйственные свойства
Сорт хорошо растёт на относительно больших высотах, но выдерживает и значительно более тёплый климат. Для получения элегантного вина с достаточной кислотностью темпранильо нужен холодный климат, но для высокого уровня сахара и формирования толстой кожицы, дающей насыщенный цвет, нужно тепло. В Испании этим требованиям наилучшим образом соответствуют условия виноградников региона Рибера-дель-Дуэро, расположенных в средиземноморском климате на высоте 700—1000 метров над уровнем моря. При средней температуре июля около 21,4°C температура в полдень здесь может достигать 40 °C, а ночью опускаться до 16 °C; темпранильо — один из немногих сортов, способных хорошо адаптироваться к таким условиям. 

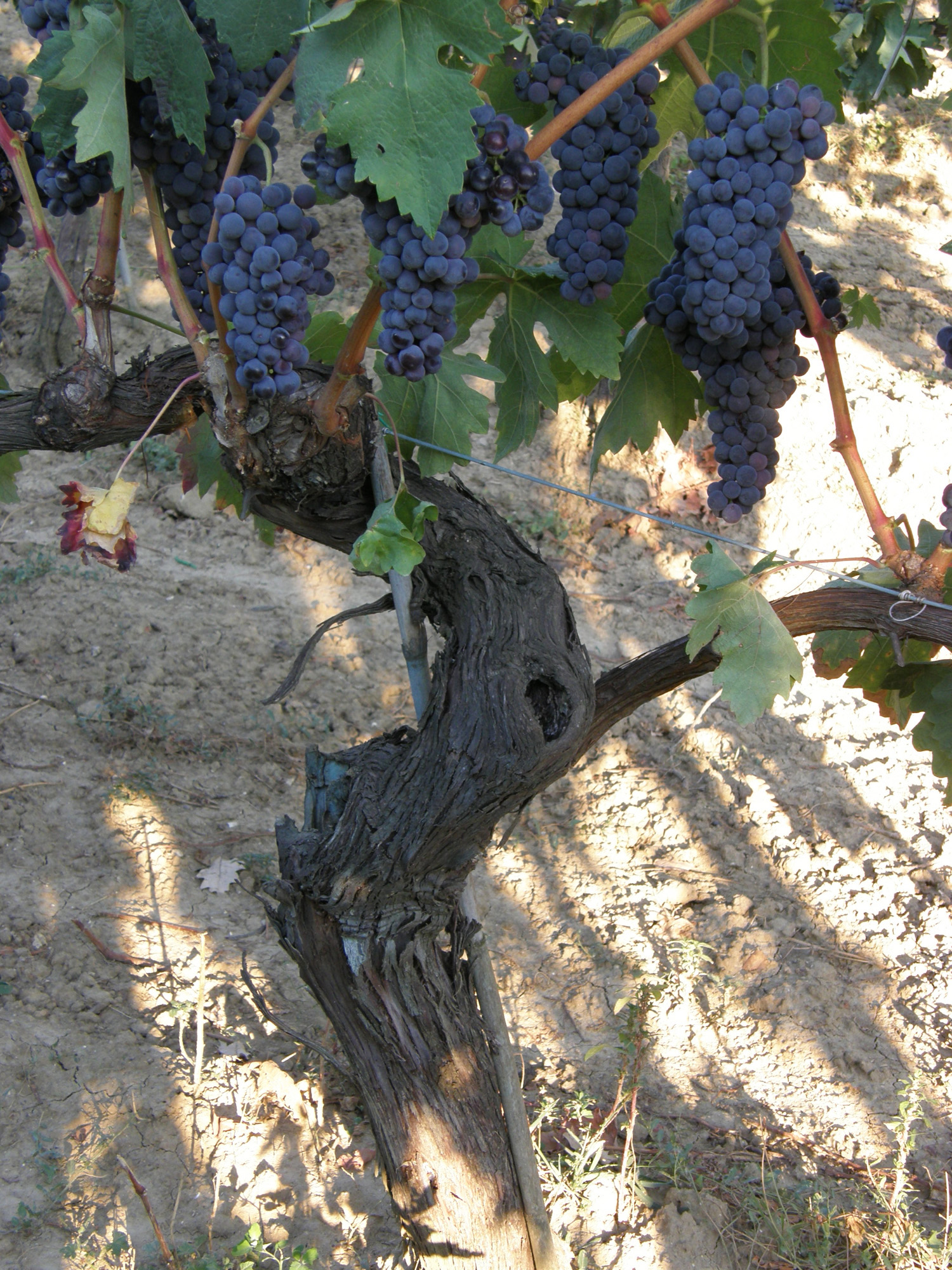
Созревающие грозди темпранильо

Темпранильо отлично проявляет себя на известковых почвах (что также характерно для долины Дуэро). Урожайность высокая, однако недостаточное ограничение урожая может привести к получению невзрачного, водянистого вина.
Темпранильо довольно уязвим для вредителей и болезней (серая гниль, мильдью, оидиум, цикадка), для весенних заморозков, засух и повреждения ветром.

## В виноделии
Сорт даёт весьма тёмные красные вина с ароматами ягод (малина, клубника) и слив, к которым при старении добавляются нюансы табака, ванили, кожи. Кислотность и содержание сахаров невелики (последнее зависит от урожая), поэтому лучший структурный баланс вина обеспечивается смешиванием (купажированием) с такими сортами, как гарнача и кариньян (масуэло). Реже в купаже используются грасиано, мерло, каберне-совиньон. Так, типичный ассамбляж красного вина Риохи составляют: темпранильо — 70 %, гарнача — 15 %, грасиано — 7,5 %, масуэло — 7,5 %.
В винодельческой зоне Рибера-дель-Дуэро вырабатываются односортовые вина из темпранильо (одно из самых известных — Tinto Pesquera). Их успех у винных критиков способствовал тому, что темпранильо стали высаживать виноделы за пределами Европы.

## Белая мутация
Существует белая мутация темпранильо — Темпранильо Бланко, обнаруженная в Риохе в конце XX столетия. С 2007 года официально разрешена для использования в белых винах этого региона.